# Макдоннелл, Питер
Питер Макдоннелл (англ. Peter McDonnell род. 11 июня 1953, Кендал, Камбрия) — английский футболист, вратарь. Известен своими выступлениями за такие клубы, как «Ливерпуль», «Олдем Атлетик», «Барроу» и другие. Также играл за клубы в США и Гонконге.

## Биография
Питер Макдоннелл родился 11 июня 1953 года в Кендале, Англия. Свою профессиональную карьеру он начал в 1971 году в клубе «Нетерфилд», а в 1973 году перешёл в «Бери», где провёл один сезон, сыграв всего один матч в лиге. В 1974 году он был подписан менеджером «Ливерпуля» Биллом Шенкли, но за четыре года в клубе так и не сыграл ни одного матча за основную команду. Макдоннелл был запасным вратарём и участвовал в матчах еврокубков, включая финал Кубка европейских чемпионов 1977 года, который «Ливерпуль» выиграл. Однако его медаль была утеряна после матча, и, по некоторым данным, её передали одному из игроков основы, пропустивших финал.
В 1978 году Макдоннелл перешёл в «Олдем Атлетик», где стал основным вратарём и провёл 137 матчей за четыре сезона. В том же году он был отдан в аренду в американский клуб «Даллас Торнадо», где сыграл 9 матчей. В 1982 году он отправился в Гонконг, где выступал за «Гонконг Рейнджерс», а затем вернулся в Англию, чтобы играть за «Барроу» и «Моркам». В 1990 году он выиграл Трофей ФА с «Барроу», сыграв на стадионе «Уэмбли».
После завершения игровой карьеры Макдоннелл стал судьёй в Северной лиге Ланкашира и членом совета Футбольной ассоциации Уэстморленда.